# 아내를 죽였다
《"아내를 죽였다"》는 대한민국의 김하라 감독의 제작하에 발표된 영화 작품으로, 2019년 12월 11일에 개봉했다.

## 캐스팅
- 이시언 : 채정호 역
- 안내상 : 최대연 경위 역
- 왕지혜 : 정미영 역
- 서지영 : 김소진 실장 역
- 김기두 : 장기두 역
- 이성우 : 이성환(이 형사) 역
- 김홍표 : 박용웅(박 형사) 역
- 문다은 : 바텐더 역
- 이주진 : 박진수 역
- 민우기 : 보험회사 직원 역
- 권해성 : 취객 1 역
- 정도현 : 경찰 역
- 박근식 : 편의점 알바생 1 역
- 윤희병 : 편의점 알바생 2 역
- 양정인 : 편의점 알바생 3 역
- 김지민 : 주민 1 역
- 박소윤 : 주민 2 역
- 옥주리 : 주민 3 역
- 정선희 : 주민 4 역
- 이진성 : 경찰 3 역
- 민우기 : 보험회사 점장 역
- 박로드 : 고등학생 1 역
- 이정환 : 고등학생 2 역
- 장성우 : 고등학생 3 역
- 오상민 : 남자 중학생 역
- 김민지 : 여자 중학생 역
- 김유진 : 유진 케네스(바텐더) 역
- 김필 : 수위아저씨 역
- 박한들 : 바실장 역
- 손대방 : 택시기사 역
- 최솔희 : 최대연(최 경위)의 아내 역
- 김한뉘 : 전단지 여자 역
- 김우열 : 인력사무소 소장 역
- 한다미 : 김양 역
- 강학수 : 게임방 남자 1 역
- 김경환 : 게임방 남자 2 역
- 이지성 : 중학생 남 역
- 김민지 : 중학생 여 역
- 김상균 : 채무자 역
- 차건우 : 황씨 역
- 장대웅 : 노래방 사장 역
- 이다일 : 선글라스 남자 역
- 김현창 : 게임장 실장 1 역
- 장남수 : 게임장 실장 2 역
- 한동희 : 게임장 실장 3 역
- 조유진 : 노래방 도우미 1 역
- 이가경 : 노래방 도우미 2  역
- 이주미 : 고등학생3 엄마 역
- 손민석 : 고등학생2 아빠 역
- 강서윤 : 고등학생1 엄마 역
- 김효숙 : 우담바라 역
- 김하라 : 단테 역
- 유미란 : 새끼여우 역
- 우창훈 : 모자남자 역
- 박현서 : 담배여자 역
- 김경민 : 편의점 점장 역 (우정출연)
- 백승훈 : 백 형사 역 (우정출연)
- 안재민 : 아수라 역 (우정출연)
- 한재하 : 경찰 4 역 (우정출연)
- 김서언 : 경찰 5 역 (우정출연)
- 김준우 : 취객 2 역 (우정출연)
- 원근수 : 근수 역 (우정출연)
- 전혜원 : 아나운서 역 (특별출연)